# Isidor Kirshenbaum
Isidor Kirshenbaum (* 22. Juni 1917 in New York City; † 24. September 2006) war ein US-amerikanischer Chemiker.
Kirshenbaum studierte am City College of New York mit dem Bachelor-Abschluss 1938 und an der Columbia University mit dem Master-Abschluss 1939 und der Promotion bei Harold Urey in Chemie 1942. Er arbeitete im Manhattan Project, unter anderem an Eigenschaften von Uranhexafluorid, und war danach bei Esso bis zu seinem Ruhestand 1985 als Senior Research Adviser und Leiter des Chemical Information Department. 1947 bis 1955 war er außerdem Berater der Atomic Energy Commission (AEC).
Er befasste sich mit Physikalischer Chemie, Kernchemie, Oxidationsreaktionen, Petrochemie, Eigenschaften von Polymeren, heterogener Katalyse und Isotopentrennung. Er hielt über 70 Patente und veröffentlichte eine Monographie über Schweres Wasser.
Er war Mitglied der American Association for the Advancement of Science.

## Schriften
- Physical properties and analysis of heavy water, Herausgeber Harold Urey, George Murphy, McGraw Hill 1951.